# Kapela Blažene Djevice Marije Bezgrešne na Knežiji
Kapela Blažene Djevice Marije Bezgrešne katolička je kapela koja se nalazi u zagrebačkoj četvrti Trešnjevka - jug u naselju Knežija. Kapala je u funkciji od 2006. godine, a nalazi se u sklopu Župne crkve Blažene Djevice Marije Pomoćnice.

## Galerija
- Vanjska ulazna vrata
- Prilaz kapeli
- Oltar